# Mansel
Mansel ist ein englischer Familienname.

## Namensträger
- Anthony Mansel (auch: Anthony Maunsell; nach 1587–1643), walisischer Adliger und Militär
- Arif Müfid Mansel (1905–1975), türkischer Archäologe
- Bartholomäus Mansel (vor 1264–nach 1284), Bischof von Tartus
- Bussy Mansel, 4. Baron Mansel († 1750), walisischer Adliger und Politiker
- Christopher Mansel, 3. Baron Mansel (um 1699–1744), walisischer Adliger und Politiker
- Edward Mansel (Politiker) (1530/1531–1585), englischer Adliger und Politiker
- Edward Mansel, 1. Baronet († 1720), britischer Adliger
- Edward Mansel, 2. Baronet († 1754), britischer Adliger
- Edward Mansel, 3. Baronet († 1788), britischer Adliger
- Edward Mansel, 4. Baronet (of Margam) (um 1637–1706), britischer Adliger
- Edward Mansel, 4. Baronet (of Muddlescombe) († 1670), britischer Adliger
- Edward Mansel, 4. Baronet (of Trimsaran) († 1798), britischer Adliger
- Edward Mansel, 12. Baronet (1839–1908), britischer Adliger
- Heinz-Peter Mansel (* 1958), deutscher Jurist
- Henry Longueville Mansel (1820–1871), englischer Philosoph
- Jean Mansel (1400–1473), französischer Schriftsteller und Historiker
- John Mansel (auch John Mansell, John Maunsell; † 1265), englischer Beamter und Diplomat
- John Mansel (General) (1729–1794), britischer General der Kavallerie
- John Bell William Mansel, 11. Baronet (1806–1883), britischer Adliger
- Jürgen Mansel (1955–2012), deutscher Soziologe und Erziehungswissenschaftler
- Lewis Mansel († 1638), walisischer Adliger
- Mildred Mansel (1868–1942), englisch-britische Suffragette
- Philip Mansel (Adliger) (um 1420–1471), walisischer Adliger
- Philip Mansel (Historiker) (* 1951), britischer Historiker
- Rhys Mansel (1487–1559), walisischer Adliger, Staatsmann und Militär
- Richard Mansel Philipps (1768–1844), britischer Politiker
- Robert Mansel (Konstabler) († nach 1219), Konstabler von Antiochia
- Robert Mansel († 1652), englischer Admiral und Politiker, siehe Robert Mansell
- Robert Mansel (Politiker) (1695–1723), britischer Politiker
- Robert Mansel (Schauspieler) († 1824), britischer Schauspieler
- Simon Mansel (zwischen 1205 und 1220–nach 1268), Konstabler von Antiochia
- Thomas Mansel (Politiker, um 1556) (um 1556–1631), walisischer Adliger und Politiker
- Thomas Mansel (Politiker, um 1648) (um 1648–1684), walisischer Politiker
- Thomas Mansel (Politiker, 1678) (1678–1706), walisischer Politiker
- Thomas Mansel, 1. Baron Mansel (1667–1723), walisischer Adliger und Politiker
- Thomas Mansel, 2. Baron Mansel (1719–1744), walisischer Adliger und Politiker
- William Mansel, 7. Baronet (1670–um 1732), britischer Adliger
- William Mansel, 9. Baronet (1739–1804), britischer Adliger
- William Mansel, 10. Baronet (1766–1829), britischer Adliger